# Cyrtolobus pictus
Cyrtolobus pictus är en insektsart som beskrevs av Van Duzee. Cyrtolobus pictus ingår i släktet Cyrtolobus och familjen hornstritar. Inga underarter finns listade i Catalogue of Life.